# Chủ nghĩa thế tục
Chủ nghĩa thế tục là một thế giới quan phát xuất từ phong trào thế tục hóa, quá trình tinh thần về sự chia cách giữa nhà nước và tôn giáo và các quá trình cụ thể về việc ban giao tài sản, quyền lực của các cơ sở tôn giáo cho nhà nước hay các thế lực trần tục. Nó đưa đến việc các chức năng chính trị, kinh tế, khoa học thoát ra khỏi ảnh hưởng của tôn giáo, tạo ra một nhà nước trung lập về niềm tin tôn giáo. Chủ nghĩa thế tục đã có nguồn gốc trí thức từ các nhà triết gia Hy Lạp cổ và La Mã như Marcus Aurelius và Epicurus; từ các nhà tư tưởng trong thời kỳ Khai sáng như Denis Diderot, Voltaire, Baruch Spinoza, James Madison, Thomas Jefferson, và Thomas Paine; và từ những nhà tư tưởng tự do và vô thần như Robert Ingersoll và Bertrand Russell.

## Tổng quan

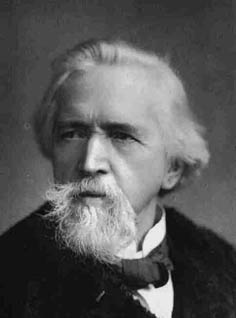
George Jacob Holyoake (1817–1906), nhà văn Anh mà đã tạo ra từ "secularism."

Từ "secularism" (chủ nghĩa thế tục) được dùng đầu tiên bởi nhà văn Anh George Jacob Holyoake 1851. Mặc dù từ này mới, tư tưởng tự do mà nó dựa vào đã có từ lâu. Holyoake đã tạo ra từ "secularism" để diễn tả quan điểm của ông ta kêu gọi thiết lập một trật tự xã hội tách rời ra khỏi tôn giáo, mà không phải tích cực gạt bỏ hay chỉ trích các niềm tin tôn giáo. Là một người có tư tưởng bất khả tri, Holyoake lý luận là "Chủ nghĩa thế tục không phải là một tư tưởng chống lại niềm tin Ki tô, mà chỉ độc lập từ nó." Tri thức thế tục chỉ quan tâm tới những vấn đề có thể tìm được trong cuộc đời này bằng kinh nghiệm đã trải qua. Nhiều nhà thần học nhìn theo lối tích cực cho là quá trình thế tục hóa là quá trình đưa đến sự trưởng thành của tôn giáo và xã hội, phi linh thiêng hóa vũ trụ. Các định chế và ứng xử của tôn giáo hấp thu những giá trị và chuẩn mực của khoa học và kỹ thuật đang ngày càng chi phối xã hội trần thế.

## Ở Hồi giáo
Đương đầu với những ý tưởng Âu Châu, đầu thế kỷ 20 tại một số các nước Hồi giáo cũng phát triển tư tưởng thế tục. Tại Thổ Nhĩ Kỳ, Mustafa Kemal Atatürk sau chiến thắng trong cuộc Chiến tranh giành độc lập Thổ Nhĩ Kỳ (1919–1922) đã ban hành một chương trình thế tục cấp tiến, mà là kiểu mẫu mà nhiều lãnh tụ chính trị trong thế giới Hồi giáo đã dựa vào. Một trong những nhà tư tưởng thế tục là ʿAlī ʿAbd ar-Rāziq, der 1925 đã cho xuất bản cuốn sách „Der Islam und die Grundlagen der Herrschaft" (al-Islām wa-uṣūl al-ḥukm) (Hồi giáo và những căn bản thống trị). Trong cuốn sách này, ông ủng hộ luận đề, người Hồi giáo được phép tự do lựa chọn chính thể, bởi vì Mohammed không có chọn lựa một chính thể nào nhất định và cả kinh Koran và Sunna về việc này cũng không đòi hỏi gì cả.

## Nhà nước thế tục

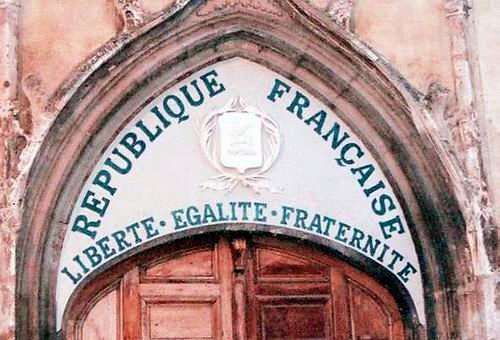
Khẩu hiệu của Cộng hòa Pháp trên cổng một nhà thờ ở Aups thuộc tỉnh Var, Provence-Alpes-Côte d'Azur

Trong phương diện chính trị, chủ nghĩa thế tục là một phong trào ủng hộ sự tách biệt giữa tôn giáo và nhà nước. Điều này đưa tới việc giảm thiểu sự ràng buộc giữa chính phủ và một quốc giáo, thay thế luật lệ dựa vào kinh thánh (thí dụ như luật Torah và Sharia) bằng luật dân sự, và loại trừ sự kỳ thị tôn giáo. Nó bảo đảm được quyền tự do tôn giáo của các nhóm thiểu số.
Các nhà học giả khác, như Jacques Berlinerblau của chương trình văn minh hóa Do thái tại Georgetown University, cho là sự tách biệt giữa nhà thờ và nhà nước chỉ là một trong những chiến lược để hình thành một chính phủ thế tục. Tất cả các chế độ thế tục, dù dân chủ hay chuyên chế đều chia sẻ sự quan tâm về liên hệ giữa nhà thờ và nhà nước. Mỗi chính phủ thế tục đều tìm kiếm một toa thuốc riêng biệt để giải quyết sự quan tâm này. Theo mô hình của người Pháp, nhà nước quan sát cẩn thận và điều chỉnh nhà thờ Hệ thống trong xã hội Hindu là chế độ đẳng cấp Varna phân biệt giữa giai cấp Kshatriya varna (giai cấp thống trị) và Brahman varna (thầy tu, thầy giáo và người giảng đạo). Điều này bảo đảm để một chế độ Hindu không thể trở thành một nhà nước thần quyền, và sự phân chia giữa hoạt động nhà nước và sinh hoạt tôn giáo được duy trì.